# Novo Horizonte do Sul
Novo Horizonte do Sul – miasto i gmina w Brazylii, w stanie Mato Grosso do Sul.